# Frederico II, Eleitor Palatino
Frederico II, Eleitor Palatino (em alemão:  Friedrich II., Kürfurst von der Pflaz), (Burg Winzingen, perto de Neustadt an der Weinstraße, 9 de dezembro de 1482 — Alzey, 26 de fevereiro de 1556), foi um membro da dinastia Wittelsbach e príncipe-eleitor do Palatinato de 1544 a 1556.
Frederico era o quarto filho de Filipe, Eleitor Palatino, o Justo,  (1448-1508) e de sua esposa Margarida da Baviera-Landshut (1456-1501).
Em 1535 se casou em Heidelberga, com Doroteia da Dinamarca (1520-1580), mas não tiveram filhos.

## Referência
1. ↑  Personensuche
2. ↑  Personensuche
3. ↑  OurFamilyHistories